# Karzeł Sekstantu
Karzeł Sekstantu – karłowata galaktyka sferoidalna znajdująca się w konstelacji Sekstantu w odległości około 320 000 lat świetlnych od Ziemi. Galaktyka ta należy do Grupy Lokalnej i jest satelitą Drogi Mlecznej. Karzeł Sekstantu został odkryty w 1990 roku przez zespół astronomów Mike’a Irwina, P. S. Bunclarka, M. T. Bridgelanda i R. G. McMahona.
Karzeł Sekstantu znajduje się 10° od bardziej odległych galaktyk Sekstant A i Sekstant B oraz 4° od gromady kulistej Sekstant C. Sekstant C znajduje się 30 000 lat świetlnych od Karła Sekstantu, nie ma jednak żadnych dowodów wskazujących na ich wzajemny związek. Karzeł Sekstantu oddala się od naszej Galaktyki z prędkością 238 km/s, a Sekstant C z prędkością 83 km/s.
Absolutna wielkość gwiazdowa Karła Sekstantu wynosi -8m, co oznacza, że jest to jedna z najsłabszych znanych galaktyk.